# Bosbramenmineermot
De bosbramenmineermot (Stigmella splendidissimella) is een vlinder uit de familie dwergmineermotten (Nepticulidae).

## Kenmerken
De spanwijdte is 4-6 mm. De dikke, rechtopstaande haren op de kruin van het hoofd zijn zwart. De kraag is zwart. De voorvleugels zijn  donker koperachtig paars-bruin met een diffuse messingkleurige of groene basale vlek; een rechte, glanzende, bleek gouden of zilverkleurige band net voorbij het midden. De achtervleugels zijn grijs.
De larven voeden zich met Agrimonia, Fragaria, Filipendula, Geum urbanum, Potentilla anserina, Rubus caesius, Rubus fruticosus en Rubus idaeus. Ze mineren de bladeren van hun waardplant.

## Voorkomen
De soort komt voor in Europa. Het wordt gevonden van Scandinavië tot Italië en van Ierland tot de Krim. Het wordt niet gevonden op het Iberisch Schiereiland en de Balkan.

## Taxonomie
De wetenschappelijke naam is voor het eerst geldig gepubliceerd in 1855 door Herrich-Schäffer